# SS-Reiterei
Die SS-Reiterstandarten (w skrócie Reiter-SS; oficjalna nazwa od lata 1934: SS-Reiterstandarten [SS-RSt.], pl. Rajtaria-SS) – jednostka kawaleryjska, której trzon stanowiła arystokracja niemiecka.

## Dzieje
Historia jednostki zaczęła się w Monachium w roku 1931. Ze względu na wysoki status społeczny rekrutów była wyjątkiem w strukturze organizacyjno-politycznej kierowanej przez NSDAP oddziałów SS – jednostki tej formacji nie brały udziału w działaniach wojennych, praktycznie przez cały okres wojny był to ekskluzywny klub towarzyski dla szlachty uprawiającej sporty związane z hippiką. 
W SS-Reiterei służył m.in. ojciec byłej królowej Holandii Beatrycze, książę Bernhard.
Relacje pomiędzy oficerami SS a szlachtą z SS-Reiterei przedstawił w literaturze polskiej Kazimierz Moczarski w książce Rozmowy z katem.
SS-Reiterei jako jedyna jednostka formacji SS nie została uznana przez Międzynarodowy Trybunał Wojskowy w Norymberdze za organizację zbrodniczą.
| SS-Reiterstandarte pułk | Oberabschnitt nazwa | Sitz miejscowość | SS-Reiterstandarte pułk | Oberabschnitt nazwa | Sitz miejscowość |
| ----------------------- | ------------------- | ---------------- | ----------------------- | ------------------- | ---------------- |
| 1                       | „Nordost”           | Wystruć          | 11                      | „Südost”            | Wrocław          |
| 2                       | „Nordost”           | Malbork          | 12                      | „Nord”              | Schwerin         |
| 3                       | „Nordost”           | Olecko           | 13                      | „Rhein”             | Mannheim         |
| 4                       | „Nordwest”          | Hamburg          | 14                      | „Südwest”           | Stuttgart        |
| 5                       | „Nord”              | Szczecin         | 15                      | „Süd”               | Monachium        |
| 6                       | „West”              | Düsseldorf       | 16                      | „Elbe”              | Drezno           |
| 7                       | „Ost”               | Berlin           | 17                      | „Main”              | Ratyzbona        |
| 8                       | „West”              | Paderborn        | 18                      | „Donau”             | Wiedeń           |
| 9                       | „Nordwest”          | Brema            | 19                      | „Mitte”             | Hanower          |
| 10                      | „Fulda-Werra”       | Arolsen          | „Totenkopf”             | „Süd”               | Monachium        |

## Dowódcy pułków
- SS-Reiterstandarte 4
  - SS-Obersturmführer Wilhelm Jahn (luty 1934 – sierpień 1934)
  - SS-Hauptsturmführer Fritz Krüger (sierpień 1934 – marzec 1936)
  - SS-Hauptsturmführer Hellmuth Otte (marzec 1936 – marzec 1937)
  - SS-Hauptsturmführer Reinhold Kleemann (kwiecień 1937 – maj 1945)

Dowództwo pułku mieściło się w Hamburgu (sierpień 1934 – październik 1935), następnie w Lubece (październik 1935 – kwiecień 1936).
- SS-Reiterstandarte 9
  - SS-Oberscharführer Robert Hartwig (maj 1934 – wrzesień 1934)
  - SS-Hauptsturmführer Josef Fritz (wrzesień 1934 – styczeń 1935)
  - SS-Sturmbannführer Carl Deinhard (styczeń 1935 – kwiecień 1935)
  - SS-Untersturmführer Rudolf Osterroth (kwiecień 1935 – październik 1936)
  - SS-Sturmbannführer Hans von Salviati (październik 1936 – luty 1938)
  - SS-Obersturmführer Bernhard Massury (luty 1938 – lipiec 1938)
  - SS-Standartenführer Wilhelm von Woikowski-Biedau (lipiec 1938 – maj 1945)

Dowództwo pułku mieściło się w Bremie (Oldenburg do 1936).